# Vissersmonumenten Scheveningen
Scheveningen telt een drietal Vissersmonumenten. Het oudste ervan werd op 26 september 1922 onthuld ter nagedachtenis aan die Scheveningse vissers, die tijdens de Eerste Wereldoorlog door oorlogsgeweld op zee het leven hadden gelaten.

## Eerste monument

### Daar waar nacht noch nevel is
Bij het oorlogsgeweld moet worden gedacht aan het op een zeemijn gevaren - of het door een torpedo in de grond geboord vissersschip. Het monument herinnert aan meer dan 300 op zee gebleven Scheveningse vissers. Enkele koopvaardijlieden werden abusievelijk mede in de telling opgenomen. Het monument staat bijna aan het begin van de Scheveningse Bosjes langs het wandelgedeelte van de Scheveningseweg, een ogenschijnlijk vreemde plek, die echter goed verklaarbaar is (zie hieronder). Het kunstwerk is ontworpen door een Scheveningse architect en het werd in september 1922 officieel onthuld door koningin Wilhelmina. Zij werd vergezeld door haar echtgenoot, prins Hendrik. Deze had destijds het erevoorzitterschap van het toenmalig opgerichte comité aanvaard.
Het monument, een geesteskind van de architect C.J.M. van Duijne, was opgebouwd uit grijskleurige - enigszins naar groen zwemende - tegels. Deze waren gebakken en geglazuurd door de Porceleyne Fles te Delft. Het monument toont geen namen van de geblevenen, maar slechts het opschrift: Ter nagedachtenis aan de ruim 300 Scheveningse visschers die tijdens den wereldoorlog 1914-1919 op zee het leven lieten. Eronder, in een kleinere belettering, staat voor de gelovige vissersweduwen en hun wezen de troostgevende tekst: Zij zijn daar waar nacht noch nevel is. Het verbaast dat een - toch officieel - monument niet 1918 vermeldt als het einde van de Eerste Wereldoorlog maar 1919. Het meest voor de hand ligt de veronderstelling dat niet alleen in, maar ook ná die oorlog schepen zijn vergaan en mannen zijn gebleven door na-echoënd oorlogsgeweld.

### Export van belang
Nederland, dat tijdens de oorlog neutraal bleef, kon in meerdere richtingen blijven exporteren. Daardoor konden reders in die jaren hun schepen en hun vissers laten vertrekken terwijl op zee gevaar dreigde. Daarbinnen was de zeevisserij met haar producten een factor van belang. Een reder gaf de gang van zaken van die tijd weer met de woorden:
In 1915-16 werden de risico's te midden van de toenemende intensiteit der oorlogvoering tussen Engeland en Duitsland aanzienlijk verhoogd, maar de geweldige resultaten van vangsten en opbrengsten en de hoge verdiensten voor de vissers vormden een dusdanige stimulans, dat in deze periode de zeevisserij zelfs nog werd uitgebreid.
Zo de reders reeds hun deugdelijke argumenten voorhanden hadden, voor de vissers gold geen keus. Van kind af aan, al vanaf 11 of 12 jaar, trok men naar zee en hun enige toekomstige kunde was die van een visserman. Ergo, niet vissen was kiezen voor werkloosheid en voor nog meer armoede. Dit gold niet alleen voor de volwassen vissers die een gezin hadden dat moest worden onderhouden, maar ook voor de jongere leden die het hunne moesten bijdragen aan het kinderrijke gezin waartoe zij behoorden. Een vissersgezin leefde destijds - en nog vele jaren erna - van de hand in de tand. Zeevisserij bood nooit enig perspectief tenzij men ooit schipper werd. Financiële reserves waren dus in het algemeen ondenkbaar. Dit verklaart de noodzaak bij de vissers, uit te varen ter zeevisserij en het verlies van mensenlevens voor lief te nemen.

### Op zee gebleven
Opmerkelijk is het gegeven dat Scheveningen, maar daarnaast ook Katwijk, haar verdronken vissers nooit aanmerkt(e) als te zijn verdronken maar als te zijn gebleven. Dit kan worden uitgelegd als een vorm van piëteit; het absolute van het verdronken zijn wordt subtieler door het ervoor gekozen alternatief van het gebleven zijn . Op het tweede - jongere - monument te Scheveningen heeft de plaatselijke dichteres Inge Lievaart dit zo specifieke begrip opgenomen in een gedicht dat voorkomt op het monument. Hierdoor is dit woord blijvend gemaakt. Lievaarts gedicht spreekt over de zee die eenmaal zal wedergeven allen die zijn gebleven.
Op het - oudste - monument komen geen namen voor van de op zee gebleven vissers zoals dit ten onrechte in een artikel in de Haagsche Courant van 26 september 1962 is vermeld. Wellicht dat het comité dat de uitvoering ervan in handen had bang was voor misverstanden: een naam gemist, een of meer dubbeltellingen, niet in zee maar aan de wal overleden etc. In plaats daarvan heeft men een ruimte in het monument gecreëerd waarin een, in een koker opgeborgen, lithografie werd gelegd. Er zijn kopieën van gemaakt welke in omloop zijn gebracht.

### Vergeten
Het monument leek lange tijd te zijn vergeten want het ging steeds meer in een verwaarloosde toestand verkeren. Daarin kwam pas verandering toen in 1982 aan de kop van de Keizerstraat te Scheveningen een tweede monument was geplaatst. Op een zeker moment ging daar een jaarlijkse herdenking van gebleven zeelieden plaatsvinden. De belangstelling voor het oudere monument keerde hierdoor terug en er gingen zelfs stemmen op om het monument te verplaatsen naar een meer zichtbare plaats. Het laatstgenoemde werd niet gehonoreerd maar door de aandacht voor het herdenken keerde ook de belangstelling voor het oude monument terug en daarmee het onderhoud. De schijnbaar verkeerde keus bij het plaatsen van het monument was overigens niet zo verkeerd. Het rechtzinnige vissersvolk hield de zondagsheiliging zodanig in stand dat kinderen op zondagen niet buiten mochten spelen. Wandelen mocht wel en daarom trokken vrijwel alle vissersgezinnen met hun kinderen als alternatief via de Scheveningseweg met haar aangrenzende bosschages naar het kerkhof waar zij altijd wel een graf van een te betreuren familielid zouden vinden. En daarbij, door deze wandeling, passeerden zij het monument bijna als een wekelijkse pro memorie.
Een probleem ontstond voor vissersgezinnen die eerder waren verhuisd naar de nieuwe aangelegde wijk Duindorp. Vandaar zouden zij slechts met een grote omweg langs een ook voor hen bedoeld - maar waar dan ook geplaatst - monument lopen. Daarom koos het comité voor een plaatsing van het monument in de Scheveningse Bosjes en wel daar, waar de Frankenslag uitkomt op de Scheveningseweg. De Duindorpse gezinnen wandelden, komend vanuit Duindorp, via de Frankenslag naar de Scheveningseweg en dus tevens naar de Scheveningse Bosjes. Op het raakpunt van de twee wegen gekomen troffen zij het monument recht vooruit vóór zich. En mocht er al een openbaar vervoer voorhanden zijn geweest: op zondagen werd dit vervoer door de rechtzinnige vissersbevolking op religieuze gronden gemeden.

## Tweede monument

### Vrouw in klederdracht

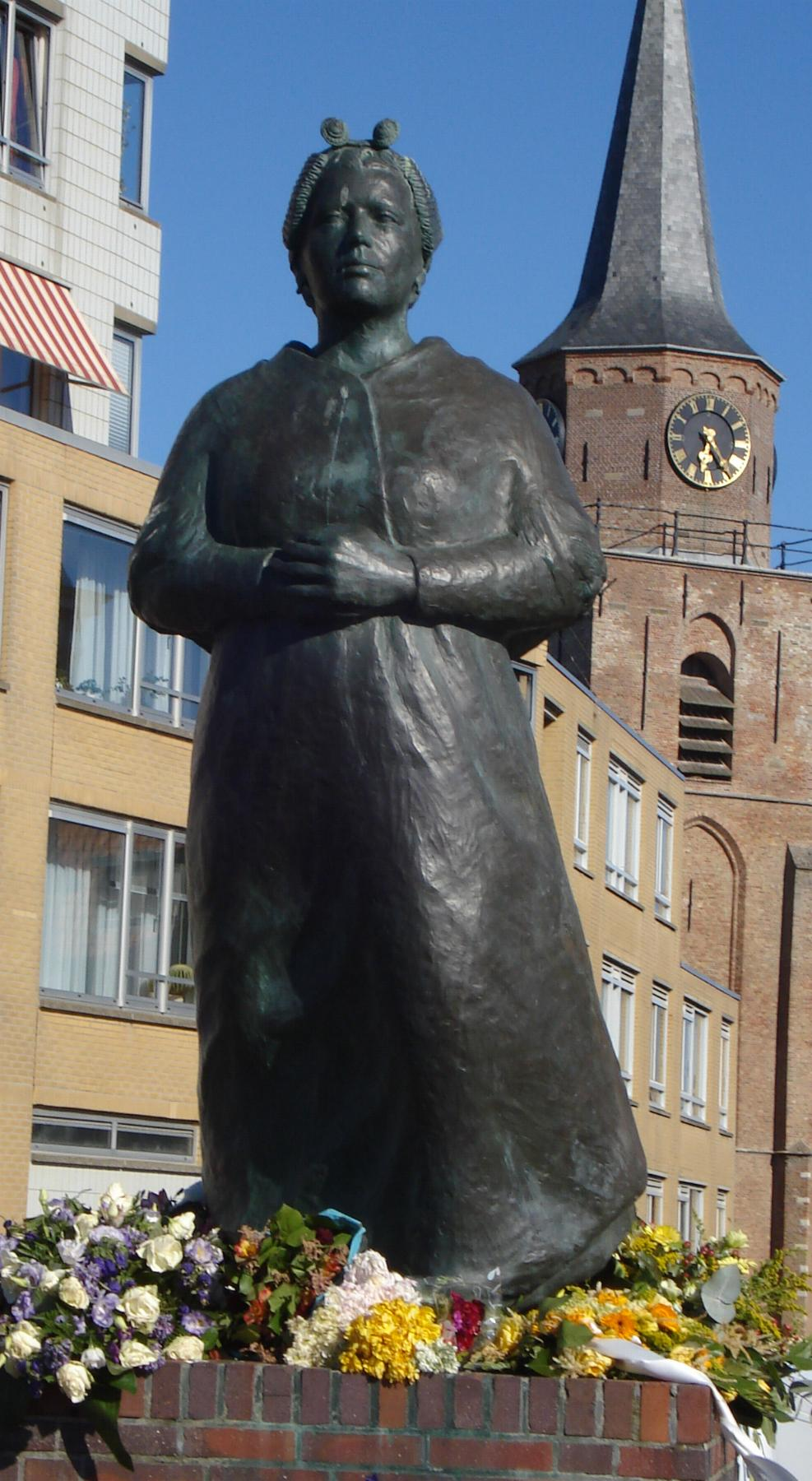
Scheveningse vissersvrouw van Gerard Bakker

Grenzend aan de boulevard van Scheveningen werd in 1982 opnieuw een vissersmonument onthuld. Het betreft een standbeeld, voorstellende een Scheveningse vissersvrouw in klederdracht. Het is geplaatst aan de zogenaamde kop van de Keizerstraat, de later zogenoemde Kalhuisplaats. De blik van de vrouw is symbolisch want deze is onafwendbaar gericht naar de zee vanwaar zij ooit een of meer van haar geliefden - haar vrijer, haar man, haar zoon of haar vader - mocht terug verwachten. Het standbeeld is vervaardigd door de beeldhouwer en edelsmid Gerard Bakker en het werd op 10 november 1982 onthuld door de toenmalige Koningin Beatrix. Sinds een aantal jaren is er een - jaarlijks - terugkerende herdenking die in de plaatselijke Oude Kerk haar aanvang krijgt en die vervolgens wordt verlegd naar het standbeeld. Ter plekke wordt het op de sokkel voorkomende gedicht van Inge Lievaart voorgedragen, waarna een kranslegging en een bloemengroet volgt. Het gedicht luidt:
DE ZEE, DIE STEEDS WEER NAM
ZAL EENMAAL WEDERGEVEN
ALLEN DIE ZIJN GEBLEVEN
AAN HEM DIE EERST ONTKWAM
DE HEER VAN WIND EN WATER
AAN CHRISTUS TRIOMFATOR
In tegenstelling met het aan de Scheveningseweg staande monument is de doelstelling van het standbeeld wat minder specifiek. Het kenmerk van het eerste monument was dat het zeer expliciet was gericht op het aantal vissers dat op zee was gebleven tussen 1914 en 1919. Het tweede monument - het standbeeld - is echter, getuige het gedicht zoals dat voorkomt op zijn sokkel, schijnbaar vrijblijvender daar het lijkt te zijn bedoeld voor allen die op zee zijn gebleven. Dat zou dus niet uitsluitend de visserlieden betreffen maar ook de Scheveningers die destijds deel uitmaakten van de Koninklijke Marine en die in de strijd ter zee het leven lieten en daarnaast nog de koopvaardijlieden die in de jaren van de Tweede Wereldoorlog met hun schepen ten onder gingen. Plaatselijk bestond ook reeds een Vereniging Herdenk Scheveningse Zeelieden die door het gebruik van de benaming 'Zeelieden' een klaarblijkelijke ruimte bood voor het herdenken van meer dan uitsluitend vissers. Deze hier opgesomde vrijblijvendheden zijn vanaf nu niet meer aan de orde en zulks vanwege een suppletie die aan het standbeeld van de vissersvrouw is toegevoegd. In 2020 werden hier ook vijf omgekomen surfers herdacht.

## Derde monument

### Nieuwe stichting
Op 4 november 2009 werd een stichting opgericht. Deze, de Stichting VissersNamenMonument Scheveningen genaamd, wilde zich inzetten voor een project dat gericht zou zijn op de weergave van - en dit voor zover mogelijk - de namen van Scheveningse vissers die na 1813 op zee het leven hadden gelaten. Het initiatief tot de oprichting van deze stichting vond plaats in nauwe samenwerking met de reeds bestaande - bovengenoemde - Vereniging Herdenk Scheveningse Zeelieden. De totstandkoming van het namen-monument was overigens onlosmakelijk verbonden met de reconstructie van de Scheveningse boulevard. Zonder een nieuw gebouwde boulevardmuur zou er geen mogelijkheid zijn geweest om het namen-monument in zijn huidige omvang waar dan ook te plaatsen. De nieuwe boulevard was omtrent april 2013 voltooid. Op 24 mei 2013 werd het project van de Stichting VissersNamenMonument Scheveningen door prinses Beatrix officieel onthuld.

### Bijna twee eeuwen

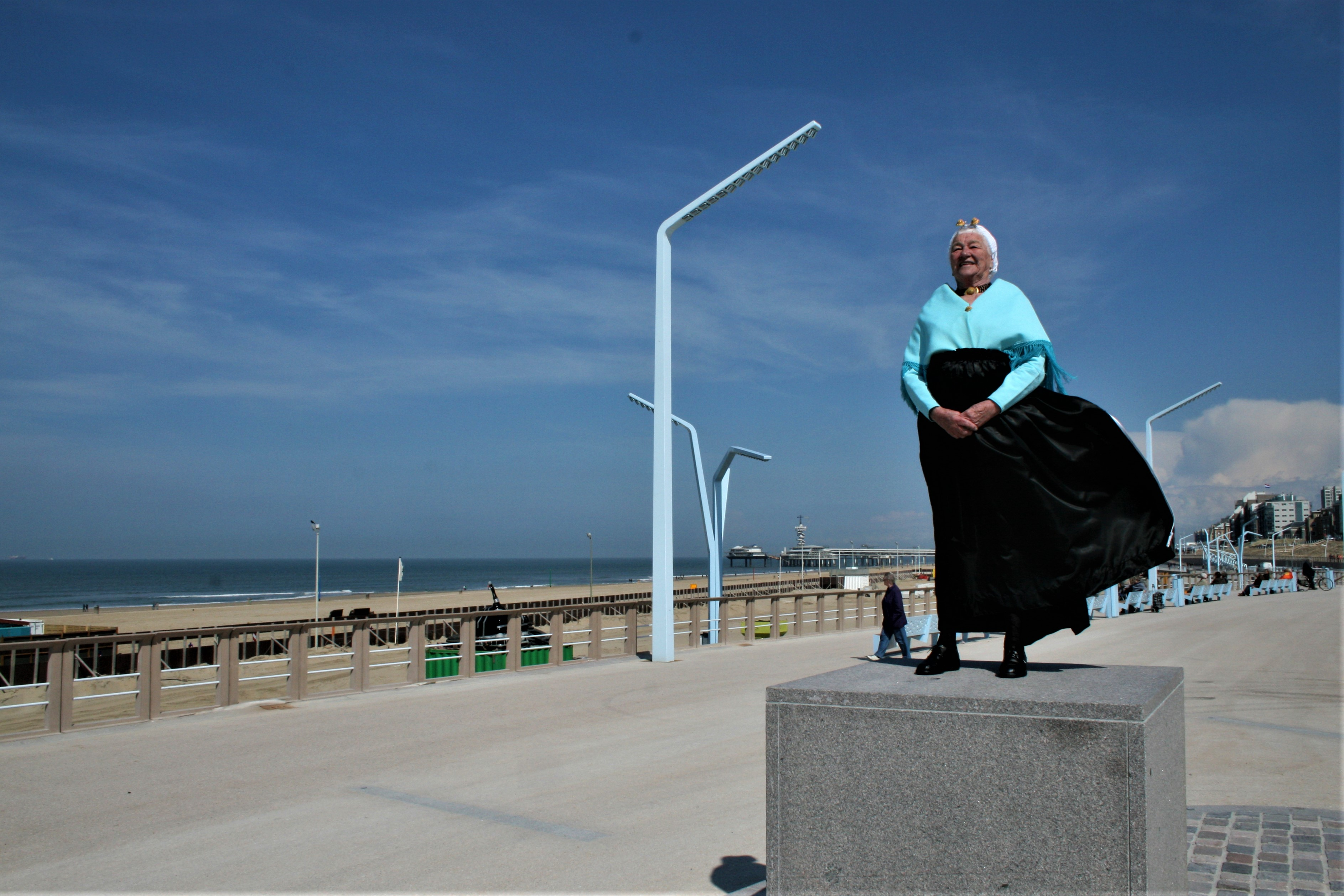
Scheveningse vissersvrouw Gieltje den Heijer-Van der Zwan (Karel Kulk 2012)

Het namen-monument bestaat uit 21 platen van zwart graniet, elk 118 cm breed en 85 cm hoog welke naast elkaar zijn bevestigd aan de muur van de vernieuwde boulevard. Het geheel bevindt zich ter hoogte van - en vlak voor het standbeeld van Scheveningse vissersvrouw aan de kop van de Keizerstraat. De lengte van de reeks granieten platen is circa 25 meter. Op 19 platen worden drie kolommen van 29 regels per plaat weergegeven en deze dan jaar voor jaar. Per jaar zijn in chronologische volgorde de voor- en achternamen en de leeftijden aangebracht van de doelgroep, de gebleven vissers. Over de gehele lengte zijn de namen in 57 verticale kolommen leesbaar gemaakt op ooghoogte, met name wanneer de beschouwer op het lage gedeelte van de boulevard het gehele project passeert. Op de eerste plaat wordt in twee zinnen aangegeven waartoe het monument dient. De laatste plaat draagt het wapen van Scheveningen. Het gaat al met al om een totaal van 1366 vissers die in de loop van bijna twee eeuwen op zee het leven lieten.
In 2012 maakte Omroep West de documentaire 'Het verdriet van Scheveningen'. De Scheveningse vissersjongen Evert Spaans, die in december 1960 in het zicht van de haven overboord sloeg en verdronk, staat centraal in deze documentaire.